# Arhiducele Maximilian Eugen al Austriei
Maximilian Eugen Ludwig Friedrich Philipp Ignatius Joseph Maria  (13 aprilie 1895 – 19 ianuarie 1952) a fost arhiduce de Austria.

## Biografie
Maximilian a fost al doilea fiu al Arhiducelui Otto Franz al Austriei și al Prințesei Maria Josepha a Saxoniei. Singurul său frate a fost Carol I al Austriei, ultimul împărat al Austriei.
Titlul său oficial a fost Seine Kaiserliche und Königliche Hoheit Erzherzog Maximilian Eugen Ludwig Friedrich Philipp Ignatius Joseph, Königlicher Prinz von Ungarn und Böhmen.
La 29 noiembrie 1917, la Laxenburg în apropiere de Viena, s-a căsătorit cu Prințesa Franziska zu Hohenlohe-Waldenburg-Schillingsfürst, fiica Prințului Konrad de Hohenlohe-Waldenburg-Schillingsfürst și a contesei Franziska von Schönborn-Buchheim.
Cuplul a avut doi copii: 
- Arhiducele Ferdinand (Viena, 1918 - Ulm, 2004), căsătorit în 1956 cu contesa Helene zu Törring-Jettenbach (n. 1937), fiica Prințesei Elisabeta a Greciei și Danemarcei. Ei au avut două fiice și un fiu:[3]

- Arhiducesa Elisabeta, 1957-1983, căsătorită cu James Litchfield
- Arhiducesa Sophie, n. 1959, căsătorită cu Prințul Mariano Hugo de Windisch-Graetz
- Arhiducele Maximilian, n. 1961, căsătorit cu Maya Askari

- Arhiducele Heinrich Karl Maria (n. 1925, München), căsătorit în 1961 cu contesa Ludmilla von Galen (n. 1939). Au avut trei fii și o fiică:[3]

- Arhiducele Philipp, n. 1962, căsătorit cu Mayasuni Heath
- Arhiducesa Marie-Christine, n. 1964, căsătorită cu Clemens Guggenberg von Riedhofen
- Arhiducele Ferdinand, n. 1965, căsătorit cu contesa Katharina von Hardenberg
- Arhiducele Konrad, n. 1971, căsătorit cu Ashmita Goswami

Maximilian a murit în 1952 la vârsta de 56 de ani.